# Blauwneus
De blauwneus (Vimba vimba) is een vis die van oorsprong uit Oost-Europa komt. Deze vis is algemeen in België en wordt ook in de Nederlandse rivieren regelmatig gesignaleerd.

## Algemeen
De blauwneus wordt tot 50 cm lang. Hij komt voor in rivieren tot in de delta’s waar het water brak kan zijn. Voor de voortplanting trekt de blauwneus de rivier op om in ondiep water tussen de waterplanten of in een kiezelbed in mei tot juli kuit te zetten.

## Ecologische betekenis
De blauwneus neemt in aantal toe in de Duitse wateren. De verwachting is gerechtvaardigd dat hij vaker in de Benelux gezien zal worden.

## Naam in andere talen

Blauwneus in de Iconographia Zoologica door Bloch (1774-1804)

- Duits: Zährte
- Engels: vimba
- Frans: vimbe, serte